# توماس دروموند
توماس دروموند (بالإنجليزية: Thomas Drummond (judge))‏ (و. 1809 – 1890 م)هو محامي، وقاضي، وسياسي من الولايات المتحدة الأمريكية .